# -hau
Das Suffix -hau als Bestandteil von Ortsnamen kennzeichnet Orte, in deren Nähe Holz eingeschlagen wurde (Hau).
Das Suffix wird vom Althochdeutschen hawi bzw. dem Mittelhochdeutschen hou abgeleitet. Das bedeutet einen ehemaligen Wald, dessen Stammholz gefällt ist. In den waldreichen Gegenden des Bergischen und der Eifel ist der Name mit und ohne Bestimmungswort nicht selten. Ein Hauberg ist das Gelände der Waldwirtschaft, die genossenschaftlich eingerichtet war. -hau ist also ein bestimmter terminus technicus, besonders wenn das Wort durch Namenbildung einen Dauerzustand ausdrückt.

## Beispiele
- Großhau
- Kleinhau
- Bedburg-Hau
- Olbernhau
- Schellerhau
- Schreiberhau